# Allonville
 Allonville  es una población y comuna francesa, en la región de Picardía, departamento de Somme, en el distrito de Amiens y cantón de Amiens-8.

## Demografía
| 292 | 318 | 334 | 453 | 560 | 572 |
| Para los censos de 1962 a 1999 la población legal corresponde a la población sin duplicidades (Fuente: INSEE [Consultar]) |     |     |     |     |     |

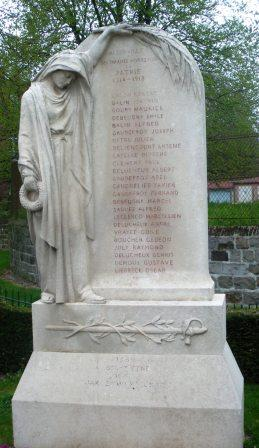
Monumento a  los muertos de Allonville. Trabajo del escultor Athanase Fossé. Se levanta junto a la iglesia. Fosse no cobró por esta obra al ser natural de esta población, donde está enterrado.
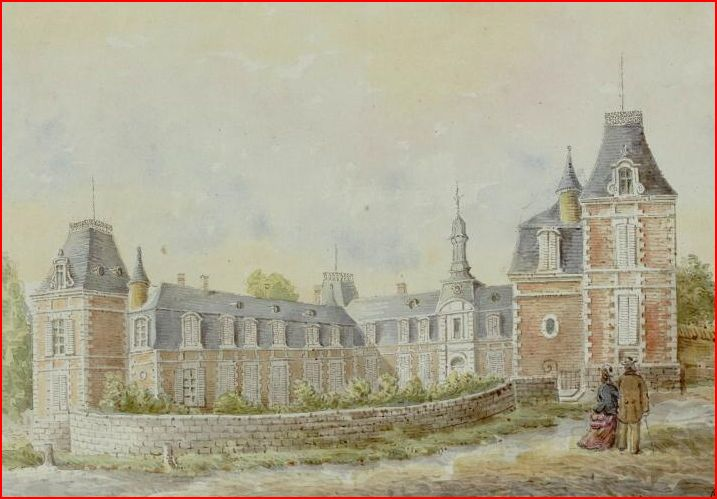
El Castillo. Acuarela de Oswald Macqueron, del natural el 17 de octubre de 1871. Este edificio fue destruido en 1944.